# Верховье (Тверская область)
Верхо́вье — деревня (бывшее село) в Бельском районе Тверской области. Центр Верховского сельского поселения.

## География
Находится в 30 км к востоку от районного центра города Белый, на реке Обша, при впадении в неё реки Белая.

## История
В середине XIX-начале XX века село Верховье относилось к Дунаевской волости Бельского уезда Смоленской губернии, 4 двора, 29 жителей, православная церковь, здесь имение помещика И. М. Михайленкова. В 1900 в Верховье — 5 дворов, 21 житель, церковно-приходская школа, мельница, мелочная лавка; в 1920 — 21 двор, 101 жителей.
В 1940 году село Верховье (26 дворов) — центр Верховского сельсовета Бельского района Смоленской области.
В 1944—1957 годах Верховье в Великолукской области, с 1957 года — в Калининской области.
В 1997 году — 106 хозяйств, 276 жителя. Центральная усадьба совхоза «Восход», лесничество, механические мастерская, пилорама, дом досуга, библиотека, медпункт, отделение связи, магазины.
По состоянию на 2025 год совхоз полностью ликвидирован,техника утилизирована или распродана. Из двух магазинов ,оба больше не работают. Привоз продуктов осуществляется автолавкой.Продолжает работать клуб и местное отделение Почта России. Есть врач.
В деревне братская могила воинов, павших в годы Великой Отечественной войны.

## Население
| 2008 | 2010 |
| ---- | ---- |
| 192  | ↘178 |

Население по переписи 2002 года — 220 человек, 101 мужчины, 119 женщин.